# Shut In (phim)
Shut In là một bộ phim giật gân Mỹ năm 2022 của đạo diễn D.J. Caruso, được viết bởi Melanie Toast, và có sự tham gia của Rainey Qualley, Jake Horowitz, Luciana VanDette và Vincent Gallo. Shut In là bộ phim gốc đầu tiên của The Daily Wire và là bộ phim thứ ba được phát hành trên nền tảng phát trực tuyến của họ (nay là DailyWire+)..
The Daily Wire đã tổ chức một buổi xem đặc biệt cho bộ phim (bản gốc đầu tiên), lúc 9 giờ tối vào ngày 10 tháng 2 năm 2022 trên kênh YouTube của công ty. Bộ phim nhận được đánh giá trái chiều từ các nhà phê bình.

## Tóm tắt
Bà mẹ trẻ hai con Jessica Nash đang sửa tủ quần áo trong ngôi nhà của người bà quá cố (mà cô được thừa kế) để có thể bán nó và chuyển đi. Tuy nhiên, cô vô tình bị mắc kẹt. Cô cố gắng nhờ cô con gái nhỏ Lainey giúp mình ra ngoài, nhưng Lainey không thể mang chìa khóa cho cô ấy. Rob, bạn trai cũ của Jessica xuất hiện cùng bạn của anh ấy là Sammy, và Rob đã đưa cô ấy ra ngoài. Tuy nhiên, Jessica rất tức giận với Rob vì đã đưa Sammy, một kẻ ấu dâm đến nhà cô. Sammy lôi kéo Rob để anh ta đặt Jessica trở lại tủ trước khi họ rời đi. Tuy nhiên, Sammy sau đó đã đột nhập vào nhà.
Jessica lừa được Sammy thò tay vào cửa tủ quần áo, nơi cô đóng đinh tay hắn ta xuống đất bằng một chiếc tuốc nơ vít mà Lainey đã mang cho cô trước đó, nhốt Sammy bên cạnh cô. Cô hét lên để Lainey ở trên lầu với em trai Mason, nhưng Lainey đã đi xuống cầu thang. Sammy tóm lấy Lainey và đe dọa sẽ hành hung cô bé nếu Jessica không thả hắn ra, nhưng Jessica đã châm lửa đốt tay hắn. Điều này khiến Sammy để Lainey thoát đi mà không làm tổn thương cô bé. Mặc dù Jessica buộc phải dập lửa để không bị chết ngạt,v nhưng tay của Sammy đã bị bỏng nặng và bị cắt cụt, và có vẻ như Sammy đã chết.
Jessica tháo tuốc nơ vít để có thể trốn thoát bằng cách bò qua trần nhà lên tầng hai. Cô đưa Lainey và Mason ra xe, nhưng trời bắt đầu mưa to, vì vậy Jessica để các con quay vào trong khi cô ấy mở cửa. Tuy nhiên, Sammy vẫn còn sống và hắn ta tóm lấy bọn trẻ. Jessica chạy vào trong, nhưng Sammy đã kề dao vào cổ Mason.
Rob đến với một khẩu súng và bắn vào đầu Sammy, anh và Jessica cố gắng làm hòa. Tuy nhiên, Jessica nhận ra rằng Rob luôn dùng ma túy trước mặt cô và các con của họ, vì vậy cô đã đưa cho anh ta ba gam ma túy đá. Rob dùng ma túy quá liều, nhưng trước khi chết, anh ta cố ép Jessica sử dụng ma túy, và cô đã đẩy anh ta ra ngoài cửa sổ khiến anh ta chết.
Một thời gian sau, Jessica và các con của cô xuất hiện trong nhà, lúc này đã được dọn dẹp sạch sẽ, cô tự làm và bán bơ táo (lấy cảm hứng từ công thức của mẹ cô ấy) và hầu hết họ đều rất hạnh phúc.

## Diễn viên
- Rainey Qualley ...	Jessica Nash
- Jake Horowitz ...	Rob: bạn trai cũ của Jessica
- Vincent Gallo ...	Sammy: bạn của Rob và cũng là 1 tên ấu dâm
- Luciana VanDette ...	Lainey Nash: con gái Jessica
- Aidan Steimer ...	Mason Nash: con trai Jessica

## Sản xuất
Nhà sản xuất Dallas Sonnier và Amanda Presmyk đã mua lại kịch bản của bộ phim vào năm 2018 từ nhà biên kịch Melanie Toast. Kịch bản của Toast đã được đưa vào Danh sách đen 2019. Ban đầu, bộ phim dự kiến do New Line Cinema sản xuất với Jason Bateman làm đạo diễn. Sau một thời gian đình trệ, tùy chọn của bộ phim đã hết hạn và Sonnier đã chọn đưa nó lên The Daily Wire.
The Daily Wire đã tiết lộ vai diễn của Vincent Gallo trong phim vào ngày 1 tháng 12 năm 2021. Điều này đánh dấu vai diễn điện ảnh đầu tiên của Gallo kể từ năm 2013. Vai diễn cuối cùng của anh ấy là Harold Marcus trong Human Trust.

## Đánh giá

### Phản ứng quan trọng
Trên trang web tổng hợp phê bình Rotten Tomatoes, 60% trong số 10 bài phê bình của các nhà phê bình là tích cực.
Nhà phê bình bảo thủ Christian Toto đã cho bộ phim điểm 3 trên 4, nói rằng "Shut In thiếu cảm giác hồi hộp của một số bộ phim đột nhập, nhưng nó bù đắp nhiều hơn bằng một màn cứu chuộc thót tim và sự trở lại của một ngôi sao điện ảnh."
Randy Myers của The Mercury News đã cho bộ phim số điểm 2,5 trên 4, nói rằng nó "không thể xác định thể loại phim này theo bất kỳ cách nào nhưng nó là một bài tập bóng bẩy trong nỗi kinh hoàng bị giam cầm với một vết cắn rất khó chịu."
Alan Ng của Film Threat đã viết: "D.J. Caruso đã dàn dựng một cách điêu luyện bản giao hưởng hồi hộp này, mặc dù là một bản giao hưởng gồm 20 bản nhạc, nhưng dù sao cũng là một bản giao hưởng."
John Semley của The New Republic tỏ ra chỉ trích hơn, gọi bộ phim là "buồn tẻ" và viết: "vì tất cả sự sắc sảo đến tuyệt vọng của nó—ma túy, súng ống, mối đe dọa ngầm về việc một đứa trẻ bị hành hung, việc chọn Vincent Gallo, v.v.—bộ phim diễn ra giống như một bài giảng đạo đức ở trường vào ngày Chủ nhật."
Cath Clarke của The Guardian đã cho nó 2 trên 5 sao, gọi nó là "một bộ phim có một số diễn xuất mộc mạc đến khó tin - mặc dù không phải của Gallo, sự hiện diện của anh ấy khiến mọi cảnh anh ấy tham gia trở nên thú vị hơn khoảng bảy lần."